# Љубомир Крсмановић
Љубомир Р. Крсмановић (Брчко, 14. фебруар 1856 — Београд, 29. март 1914.) био је српски трговац и задужбинар.

## Одрастање, образовање и рана каријера
Основну школу учио је у Брчком и Славонском Броду. На Псалтиру 5. априла 1866. године у манастиру Папраћи записано је име Љубомира Крсмановића, ученика трећег разреда у Српској основној школи у Брчком, односно Српском народном училишту.
По пресељењу породице у Београд, тамо је завршио гимназију. Трговачке науке учио је у Љубљани. По завршетку школовања почео је да ради у трговачкој фирми "Браћа Крсмановић" код својих стричева Николе и Јована.

## Каријера трговца
Трговачки посао Крсмановића у Брчком је започео Љубомиров деда, Хаџи Димитрије-Мића Крсмановић, почетком XIX века, а наставио Љубомиров отац Риста и стричеви Никола и Јован. Због честих проблема са властима и одмазда Османлија, Крсмановићи су се преселили у Београд. Имали су велики утицај на формирање београдске чаршије и активно су учествовали у привредном и културном животу Београда. Као трговци држали су своје филијале у Брчком и Тузли. Љубомир је из фирме је иступио 1895. и започео сопствени посао.

## Каријера рентијера
Љубомир се поред трговине, бавио и рентијерством. Становао је у Београду у једноспратници са дућанима према Карађорђевој улици и магацинима на Савској обали. 
Приликом оснивања Српске банке у Мостару помогао је стицању почетног  капитала тако што је купио велики број акција.

## Задужбинарство
1865. је саграђена велелепна кућа Крсмановића у Српској Вароши, највећа стамбено-пословна зграда у Брчком у то доба. 1899. Љубомир је поклонио ову кућу Српској православној црквено-школској општини у Брчком, на којој и данас стоји табла са ћириличним натписом „Задужбина Љубомира и Олге Крсмановић“.
Љубомир је финансирао отварање школских фондова, библиотека, читаоница, певачких и гимнастичарских друштава у многим местима где су живели Срби. 1886. године финансирао је оснивање новина "Босанска вила" у Сарајеву. Љубомир је српском културном друштву „Просвјета“ у Сарајеву и Тузли поклонио деонице и земљиште. Друштву "Просвјета" је поклонио 50 акција српске штедионице у износу од 12.900 круна.
Био је велики помагач Васе Пелагића. У време Анексионе кризе 1908-1909. залагао се за националну акцију у БиХ и дао велике прилоге. Део имовине у износу од четири милиона динара наменио је војном министру за војне потребе.
Био је члан и добротвор Српског географског друштва. Значајно је материјално помагао Друштво за васпитање и заштиту деце и био му потпредседник од 1896. до 1912.